# Ceratoichthys
Ceratoichthys pinnatiformis
Genre
Espèce
Ceratoichthys est un genre éteint de poissons Perciformes marins de la famille des Carangidae, ressemblant au musso panache actuel (Selene vomer). Il est seulement connu dans l'Éocène inférieur du site fossilifère du Monte Bolca en Italie, dans des niveaux stratigraphiques datés de l'Yprésien supérieur, entre 50,5 et 48,5 Ma (millions d'années),,,.
Une seule espèce est rattachée au genre : Ceratoichthys pinnatiformis, décrite par Jacques Blot en 1969.

## Description

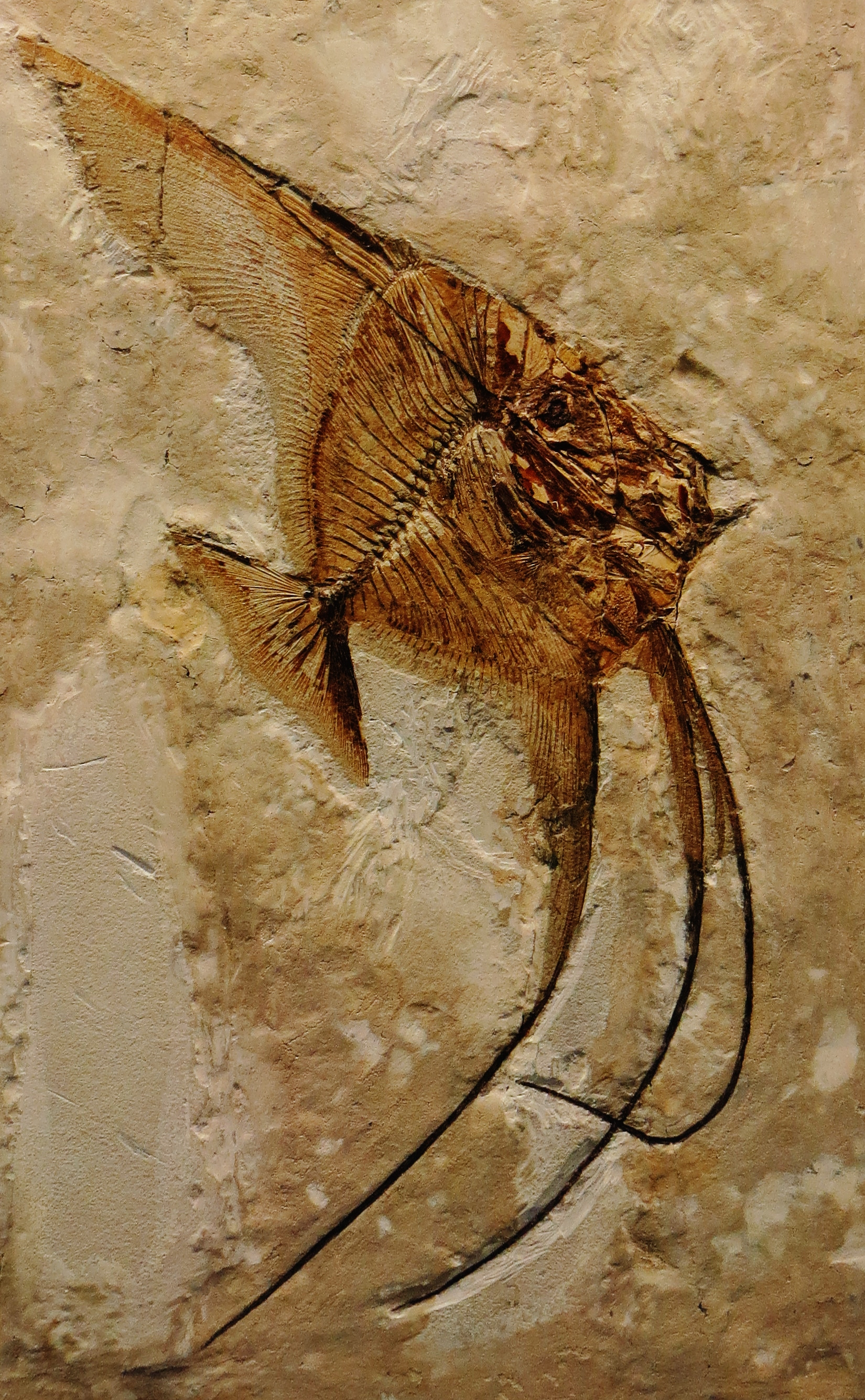
Fossile de Ceratoichthys pinnatiformis du Monte Bolca.

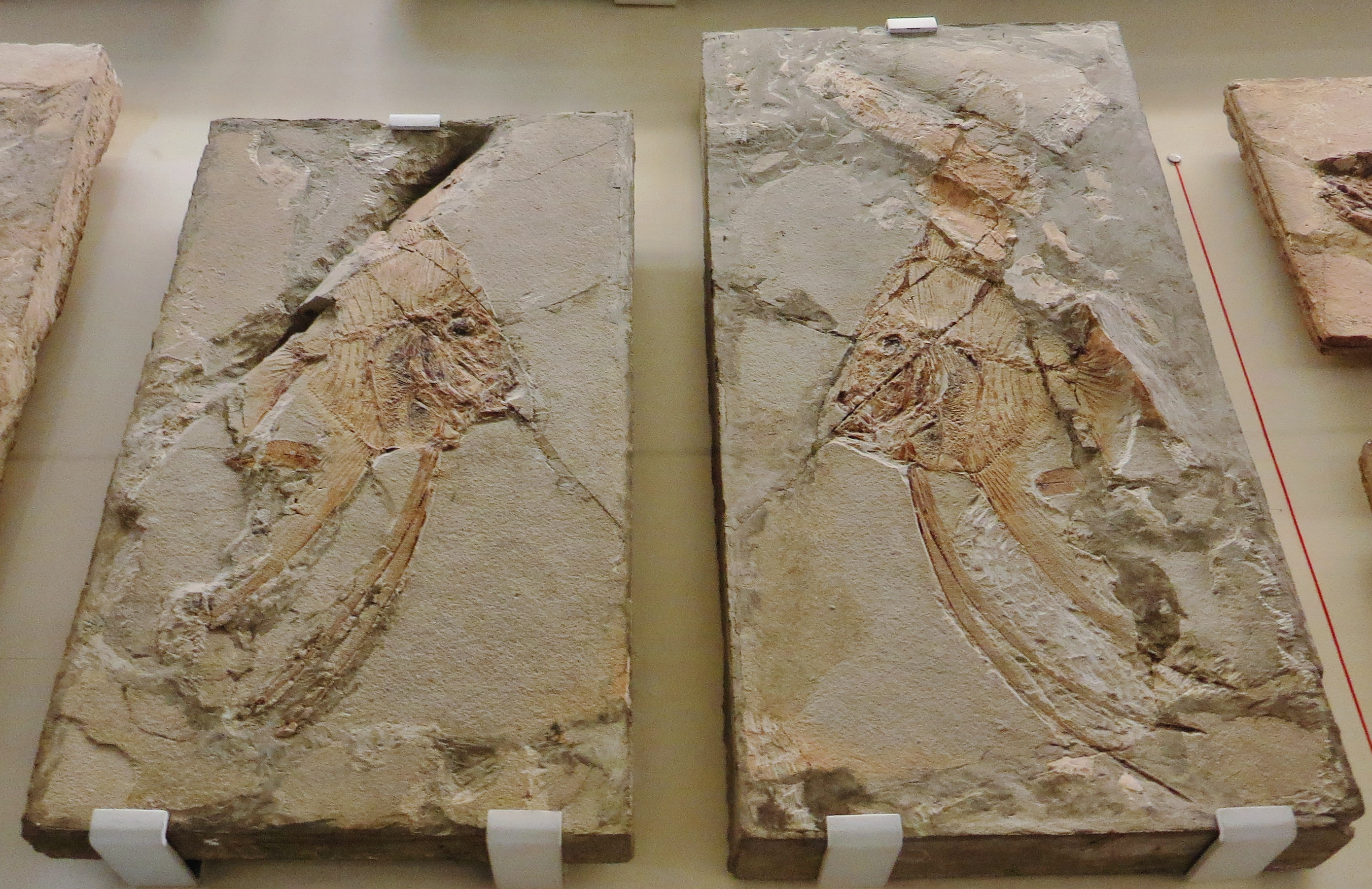
Empreinte et contre-empreinte d'un fossile de C. pinnatiformis photographiées au musée d'histoire naturelle de Vérone.

Un fossile parfaitement conservé de cette espèce a été trouvé près du Monte Bolca, en Italie, dans le lagerstätte du même nom.
Les nageoires dorsale et anale de C. pinnatiformis possèdent des crêtes très hautes et étroites. Il présentait aussi de fines nageoires pelviennes, très longues. Ses nageoires lui donnent une ressemblance superficielle avec des poissons d'eau douce du genre Pterophyllum.

## Paléoécologie
Ceratoichthys était vraisemblablement un poisson de récifs qui se nourrissait de petits animaux en nageant lentement dans un environnement  lagunaire peu profond.